# Lista över fornlämningar i Partille kommun
Lista över fornlämningar i Partille kommun är en förteckning av ett urval av de fornlämningar som finns i Partille kommun.

## Partille
| Namn          | Lämningstyp  | Tillkomsttid | Historisk indelning     | Plats | Läge                 | ID-nr          | Bild                                      |
| ------------- | ------------ | ------------ | ----------------------- | ----- | -------------------- | -------------- | ----------------------------------------- |
| Partille 9:1  | Hällristning |              | Partille, Västergötland |       | 57.721643, 12.099328 | 10158600090001 | Ladda upp en bild av detta fornminne      |
| Partille 9:2  | Hällristning |              | Partille, Västergötland |       | 57.721532, 12.099478 | 10158600090002 | Ladda upp en bild av detta fornminne      |
| Partille 11:1 | Stensättning |              | Partille, Västergötland |       | 57.715598, 12.167269 | 10158600110001 | Ladda upp en bild av detta fornminne      |
| Partille 12:1 | Röse         |              | Partille, Västergötland |       | 57.747919, 12.120921 | 10158600120001 | Ladda upp en till bild av detta fornminne |
| Partille 13:1 | Röse         |              | Partille, Västergötland |       | 57.754934, 12.134150 | 10158600130001 | Ladda upp en till bild av detta fornminne |
| Partille 14:1 | Röse         |              | Partille, Västergötland |       | 57.750728, 12.131452 | 10158600140001 | Ladda upp en till bild av detta fornminne |
| Partille 15:1 | Röse         |              | Partille, Västergötland |       | 57.755761, 12.142360 | 10158600150001 | Ladda upp en till bild av detta fornminne |
| Partille 16:1 | Röse         |              | Partille, Västergötland |       | 57.754879, 12.151846 | 10158600160001 | Ladda upp en till bild av detta fornminne |
| Partille 18:1 | Stensättning |              | Partille, Västergötland |       | 57.763362, 12.167689 | 10158600180001 | Ladda upp en bild av detta fornminne      |
| Partille 21:1 | Stensättning |              | Partille, Västergötland |       | 57.751864, 12.151520 | 10158600210001 | Ladda upp en till bild av detta fornminne |
| Partille 22:1 | Röse         |              | Partille, Västergötland |       | 57.742241, 12.158454 | 10158600220001 | Ladda upp en till bild av detta fornminne |
| Partille 29:1 | Stensättning |              | Partille, Västergötland |       | 57.732173, 12.175061 | 10158600290001 | Ladda upp en bild av detta fornminne      |
| Partille 53:1 | Stensättning |              | Partille, Västergötland |       | 57.750344, 12.133032 | 10158600530001 | Ladda upp en till bild av detta fornminne |